# Holenderskie statki w wichurze
Holenderskie statki w wichurze (inny tytuł Rybacy próbujący wciągnąć połów na statek) – obraz olejny angielskiego malarza Williama Turnera z 1801, znajdujący się w zbiorach National Gallery w Londynie.
Wykonanie płótna zostało zlecone Turnerowi przez Francisa Egertona, 3. księcia Bridgewater, jako pendant dla znajdującego się w jego kolekcji obrazu Nadchodząca wichura XVII-wiecznego malarza holenderskiego Willema van de Velde młodszego. Turner nawiązał do kompozycji Holendra, ukazując ją w lustrzanym odbiciu. Na pierwszym planie znajduje się mocno przechylona niewielka łódź żaglowa, zmagająca się z podmuchami wiatru zwiastującymi nadchodzącą burzę. W tle widać żaglowce ze zwiniętymi przed sztormem żaglami. W oddali po prawej stronie widoczny jest niewielki zarys lądu, zaś niebo spowijają gęste chmury, które prawie zasnuły ostatni widoczny w kadrze fragment pogodnego nieba.
Obraz został zaprezentowany na wystawie w Królewskiej Akademii Sztuk Pięknych, gdzie spotkał się z uznaniem czołowych krytyków tamtych czasów, Benjamina Westa i Johanna Heinricha Füssliego, którzy porównali go do dzieł Rembrandta.